# Kepler-705 b
Kepler-705 b est une planète extrasolaire en orbite autour de son étoile hôte Kepler-705, une naine orange située à environ 818 années-lumière de la Terre.
Elle a été découverte en 2016 par la méthode des transits, grâce aux données du télescope spatial Kepler. On ne connait pas avec précision le demi-grand axe de la trajectoire de Kepler-705 b autour de son étoile mais elle semble se trouver dans la zone habitable de son étoile, une naine orange ayant une masse égale à 0,53 fois celle du Soleil et une température de surface d’environ 3700 K; l'exoplanète complète sa révolution en 56 jours.
Le rayon de la planète — plus du double de celui de la Terre — et sa composition inconnue, font qu'il est difficile de déterminer s'il s'agit d'une super-Terre ou d'une planète naine gazeuse (ou mini-Neptune) sans surface solide. Son indice de similarité terrestre est de 0,74 et la température d’équilibre de la planète est estimée à environ 243 K, soit un niveau légèrement inférieur à celui de la Terre, l'exoplanète ne reçoit que 83% du rayonnement que reçoit la Terre du Soleil.